# Льеж (остров)
Остров Льеж (англ. Liège Island) — остров в архипелаге Палмер. Расположен вблизи западного побережья Антарктического полуострова, непосредственно к северо-востоку от острова Брабант. Составляет примерно 17 км в длину и 6 км в ширину.
Остров был назван членами Бельгийской антарктической экспедиции (1897—1899) под руководством Андриена де Жерлажа в честь бельгийской провинции Льеж.

## Карты
- British Antarctic Territory. Scale 1:200000 topographic map. DOS 610 Series, Sheet W 64 60. Directorate of Overseas Surveys, UK, 1978.
- British Antarctic Territory. Scale 1:200000 topographic map. DOS 610 Series, Sheet W 64 62. Directorate of Overseas Surveys, UK, 1980.
- Antarctic Digital Database (ADD). Scale 1:250000 topographic map of Antarctica. Scientific Committee on Antarctic Research (SCAR), 1993—2016.